# Zoraida Salazar
Zoraida Salazar es una cantante lírica colombiana. Inicio sus estudios en el Conservatorio Antonio María Valencia de Cali, de donde se graduó en 1978, para luego trasladarse a Milán, Italia a estudiar canto con Sara Corti y Bruno Pola. En 1982 fue contratada para presentarse en el Teatro de La Scala durante la temporada de Opera.

## Biografía
A la edad de 3 años ganó un concurso de canto en una emisora de Cali, recibiendo como premio unas medias blancas. En una fiesta, cuando tenía 14 años conoció a Peregrino Galindo, intérprete del famoso trio Morales Pino quien al escucharla cantar decidió invitarla a hacer parte del grupo, en el cual cantó durante un año. Durante 3 años recorrió Sudamérica junto con la compañía Faustino García siendo parte de las obras "El barberillo de lavapies" y la "zarzuela".

## Premios[4]
- 1981 "Concurso Luciano Pavarotti"
- 1993 "II Rovere D'Oro"
- La Pluma de Plata por la Asociación Nacional de Periodistas del Perú.